# آنتونی یونگ
آنتونی یونگ (انگلیسی: Anthony Jung؛ زادهٔ ۳ نوامبر ۱۹۹۱) بازیکن فوتبال اهل آلمان است.
از باشگاه‌هایی که در آن بازی کرده‌است می‌توان به باشگاه فوتبال بروندبی، باشگاه فوتبال اف‌اس‌وی فرانکفورت، باشگاه فوتبال لایپزیگ، و باشگاه فوتبال آینتراخت فرانکفورت اشاره کرد.
وی همچنین در تیم ملی فوتبال زیر ۲۰ سال آلمان بازی کرده‌است.